# Brzoza (struga)
Brzoza (Łagiewniczanka) – struga, prawy dopływ Bzury o długości 3,96 km i powierzchni zlewni 9,01 km².

## Charakterystyka
Struga płynie w północnej części Łodzi. Rozpoczyna swój bieg w rejonie dawnych źródeł, w terenie z wyraźnie ukształtowanym rowem, na wschodnim skraju Lasu Łagiewnickiego, na południe od skrzyżowania ulic Okólnej z Żółwiową, a kończy swój bieg przy granicy Łodzi i Zgierza zasilając Bzurę.
Charakteryzuje się stałym, następującym powoli przepływem naturalnym, dzięki czemu w lesie pomiędzy ulicami Wycieczkową i Łagiewnicką zasila dwa spiętrzone zbiorniki wodne. Oba mają charakter parkowo-widokowy.